# Porter Hall
Porter Hall, född 19 september 1888 i Cincinnati, Ohio, död 6 oktober 1953 i Los Angeles, Kalifornien, var en amerikansk skådespelare. Hall filmdebuterade 1931 och medverkade i över 70 filmer, i stort sett alltid i biroller av varierande karaktär.

## Filmografi i urval
- 1934 – Den gäckande skuggan
- 1936 – Louis Pasteur
- 1936 – Satan Met a Lady
- 1936 – Prinsessan Olga av Sverige
- 1936 – Den förstenade skogen
- 1936 – Vår ungdoms hjältar
- 1937 – Farornas skepp
- 1937 – Kunna dessa ögon ljuga?
- 1937 – Skymning
- 1939 – Mr. Smith i Washington
- 1940 – Skarpskytten i Arizona
- 1940 – Det ligger i blodet
- 1941 – Med tio cents på fickan
- 1943 – Mästerskytten från Dodge City
- 1943 – Desperados
- 1944 – Direktörn söker nattlogi
- 1944 – Kvinna utan samvete
- 1944 – Miraklet
- 1944 – Vandra min väg
- 1945 – Den blodbestänkta solen
- 1945 – Människor på hotell
- 1945 – Flickor, ohoj!
- 1947 – Det hände i New York
- 1947 – De obesegrade
- 1948 – Upp genom luften
- 1948 – Jag älskar dig, usling!
- 1949 – Inkräktare i stoftet
- 1951 – Sensationen för dagen
- 1952 – Dömd utan bevis
- 1953 – Ponnyexpressen
- 1953 – Mordkommissionen i arbete